# الزور (صعدة)
الزور هي إحدى قرى الجمهورية اليمنية. وهي تتبع جغرافيًا لمحافظة صعدة. وإداريًا لمديرية مجز. يبلغ تعداد سكانها 4158 نسمة حسب الإحصاء الذي جرى عام 2004.